# Pluralistička ignorancija
U društvenoj psihologiji, pluralistička ignorancija (poznata i kao kolektivna iluzija) je fenomen koji nastaje kada ljudi pogrešno veruju da svi drugi imaju drugačije mišljenje od njihovog. Većina ljudi u grupi se može složiti sa stavom sa kojim se ne slažu, jer pogrešno misle da se većina drugih ljudi u grupi slaže sa tim. To se odnosi na situaciju u kojoj se stav manjine o datoj temi pogrešno percipira kao stav većine ili gde se stav većine pogrešno percipira kao stav manjine. Pluralističko neznanje može nastati zbog niza različitih faktora. Pojedinac može pogrešno proceniti celokupnu percepciju teme zbog straha, stida, društvene poželjnosti ili društvene inhibicije. Bilo šta od ovoga može dovesti do toga da pojedinac pogrešno percipira udeo javnosti koji deli slična uverenja kao i on sam. Kao takvo, pluralističko neznanje može opisati samo podudarnost verovanja sa netačnim percepcijama, ali ne i proces da se dođe do tih netačnih percepcija. Dakle, pojedinci mogu razviti kolektivne iluzije kada osećaju da će dobiti reakciju na svoje verovanje jer misle da se razlikuje od verovanja društva.